# 萊爾湖
萊爾湖（英語：Lyell Lake），是南極洲的湖泊，位於南喬治亞群島，處於萊爾冰川東岸，在1991年由英國南極名稱諮詢委員會命名，由英國海外領土管轄。